# Aicha Ben Abderahmane
Aicha Ben Abderahmane, née le 19 mars 1989, est une judokate algérienne.

## Carrière
Aicha Ben Abderahmane est médaillée de bronze dans la catégorie des moins de 70 kg aux Championnats d'Afrique de judo 2012 à Agadir et aux Jeux africains de 2015 à Brazzaville.